# Hatitia
Genre
Hatitia est un genre d'araignées aranéomorphes de la famille des Anyphaenidae.

## Distribution
Les espèces de ce genre se rencontrent en Équateur, au Pérou, en Colombie et en Bolivie.

## Liste des espèces
Selon World Spider Catalog (version 26, 30/06/2025) :
- Hatitia cajuata Oliveira & Brescovit, 2025
- Hatitia canchaque Brescovit, 1997
- Hatitia defonlonguei (Berland, 1913)
- Hatitia machiguenga Oliveira & Brescovit, 2025
- Hatitia oxapampa Oliveira & Brescovit, 2025
- Hatitia perrieri (Berland, 1913)
- Hatitia riveti (Berland, 1913)
- Hatitia sericea (L. Koch, 1866)
- Hatitia winayhuayna Oliveira & Brescovit, 2025
- Hatitia yhuaia Brescovit, 1997
- Hatitia zarate Oliveira & Brescovit, 2025

## Systématique et taxinomie
Ce genre a été décrit par Brescovit en 1997 dans les Anyphaenidae.

## Publication originale
- Brescovit, 1997 : « Revisão de Anyphaeninae Bertkau a nivel de gêneros na região Neotropical (Araneae, Anyphaenidae). » Revista Brasileira de Zoologia, vol. 13, suppl. 1, p. 1-187 (texte intégral).